# 마이클 오래플린
마이클 오래플린(Michael O'Laughlen, Jr., 1840년 6월 3일~1867년 9월 23일)은 미국 링컨 대통령 암살 사건의 공범이다. 오래플린(O'Laughlen)의 성은 종종 언론과 사람들에 의해 O'Laughlin으로 잘못 표기되었다.

## 생애
오래플린은 존 윌크스 부스의 공범 중 한 명으로 오래프린의 거리 건너편에 부스가 살게 된 이후 부스의 오랜 친구이다. 오래플린은 장식용 석고 제품 교역을 배웠다. 그는 또한 조각에 대해서도 배웠다. 남북전쟁이 발발하자, 오래플린은 남군에 입대를 했지만, 1862년 제대하게 된다. 그는 볼티모어로 돌아와서 그의 형제와 함께 숙식을 하며 사업을 일궜다.

## 공모
오래플린은 부스의 초기 동료 중 한 명이었다. 1864년 가을에 오래플린은 링컨 대통령 납치 기도 음모의 공범이 되기로 한다. 그는 부스와 워싱턴 DC에서 부스의 돈으로 시간을 보내기 시작했다. 1865년 3월 15일, 오래플린은 부스와 다른 공범들과 펜실베이니아 가에 있는 고티어의 식당에서 만나서 대통령의 납치 가능성에 대해서 의견을 나눴다. 계획은 링컨을 납치해서 버지니아 리치먼드로 그를 데려가서 남부군 포로와 인질을 교환하는 것이었다.
부스는 1865년 3월 17일, 워싱턴 교외에 자리를 잡은 캠프벨 병원에서 《고요한 물은 깊이 흐른다》(Still Water Runs Deep)는 연극을 관람할 예정이라는 것을 알게 되었다. 부스와 오래플린 그리고 다른 공범들은 도중에 대통령의 마차를 습격할 계획을 세웠다. 일행은 노상에 누워 기다리고 있었다. 마침내, 번쩍이는 마차가 등장하였고, 일행은 계획대로 실행하려 했지만, 대통령은 계획을 바꿨고, 마차에는 미국 대법원장인 새먼 P. 채이스가 타고 있었을 걸로 짐작되었다. 그리하여 부스의 납치 시도는 무산되었고, 오래플린은 볼티모어로 돌아왔다.
3월 말, 부스는 또 다른 납치 계획을 제안했다. 이번에는 링컨을 포드 극장에서 사로잡아 리치먼드로 데려가는 것이었다. 그러나 부스는 동료들에게 이 계획이 실현 가능할 것이라고 납득을 시킬 수는 없었다.
오래플린에 따르면, 이것이 부스와 그들이 한 마지막 공모였다. 그러나 오래플린은 암살 전날 워싱턴으로 돌아오지 않았다. 이것은 공모 때문인지 아니면, 워싱턴에서 친구들과 시간을 보냈기 때문인 지는 확실하지 않다. 재판에서, 암살 당일 오래플린의 행적에 대해서는 상반되는 증언이 있었다. 사건이 어떻게 진행되었던 간에 오래플린은 1865년 4월 17일 자수를 하게 된다.
오래플린은 매리 수랏, 루이스 파월, 조지 애체롯, 데이빗 해럴드, 새뮤얼 아놀드, 에드먼드 스팽글러, 그리고 새뮤얼 머드 등과 함께 재판을 받게 된다. 정부 측은 그가 4월 13일과 14일 그랜트 장군을 살해하거나, 암살할 목적으로 미행했다는 것을 입증하려고 시도했다. 그러나 이것은 입증되지 못했지만, 오래플린이 3월 말까지는 자발적인 공범이었던 것은 의심의 여지가 없었다. 그는 유죄임을 선언받고, 종신형을 언도받았다.